# إيفان غرانادوس
إيفان غرانادوس (بالإسبانية: Iván Granados)‏ هو لاعب كرة قاعدة فنزويلي، ولد في 30 سبتمبر 1985 في سان كارلوس، فنزويلا ‏ في فنزويلا.

## وصلات خارجية
- إيفان غرانادوس على موقعبيزبول رفرنس.كوم (الدوري الثانوي) (الإنجليزية)